# Tortricidae
Los tortrícidos (Tortricidae) son una familia de lepidópteros glosados del clado Ditrysia, la única familia de la superfamilia Tortricoidea. Es una gran familia con más de 10,350 especies descritas. Muchas de ellas son importantes plagas agrícolas. Cuando están posadas tienen un perfil bastante redondeado debido a su típica posición de reposo con las alas plegadas hacia atrás. La mayoría de las larvas son enrolladoras de hojas, pero otras se alimentan de semillas, raíces, flores y algunas producen agallas.
La polilla de la manzana (Cydia pomonella) es originaria de Europa pero ha sido introducida accidentalmente en otras partes del mundo. Se alimenta haciendo galerías en la fruta hasta llegar a las semillas. Sus huéspedes son el manzano y otros frutales (pera, membrillo, etc.). Es considerada una seria plaga porque puede destruir una cosecha de manzanas entera. Otras especies son consideradas plagas de frutales, maíz, vides y coníferas. 

## Algunos tortrícidos comunes
Los Tortrícidos incluyen muchas plagas económicamente importantes, entre otros:
- Gusano tortrix (Adoxophyes orana)
- Arrollador de hojas de frutales (Archips podana)
- Arrollador o cacoecia de frutales (Archips  rosana)
- Argyrotaenia ljungiana, plaga en vides, maíz y árboles frutales
- Barrenador de brotes (Epinotia aporema)
- Polilla del durazno (melocotón) (Cydia molesta)
- Polilla de la manzana (Cydia pomonella)
- Polilla de las ciruelas (Cydia funebrana)
- Gusano del manzano (Cydia nigricana)
- Cydia splendana
- Endopiza viteana
- Rhyacionia buoliana
- Rhyacionia duplana
- Tortrix viridana
- Epiphyas postvittana
- Polilla oriental de frutales (Grapholita molesta)
- Grapholita packardi
- Polilla del racimo (Lobesia botrana)
- Pandemis cerasana
- Enrollador de hojas de vides (Sparganothis pilleriana)
- Tortrix rosa de las yemas (Spilonota ocellana)

## Galería

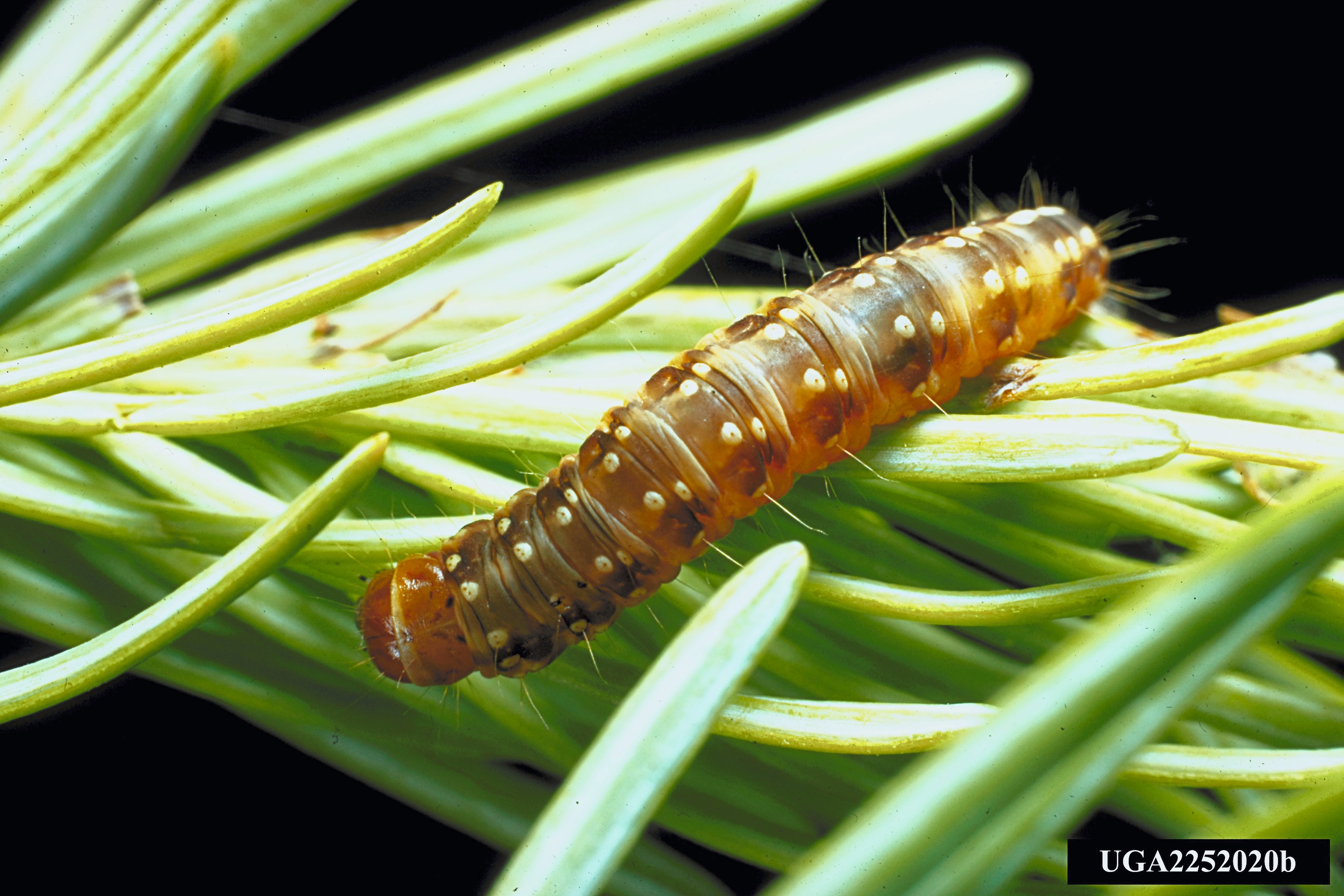
Choristoneura fumiferana, larva
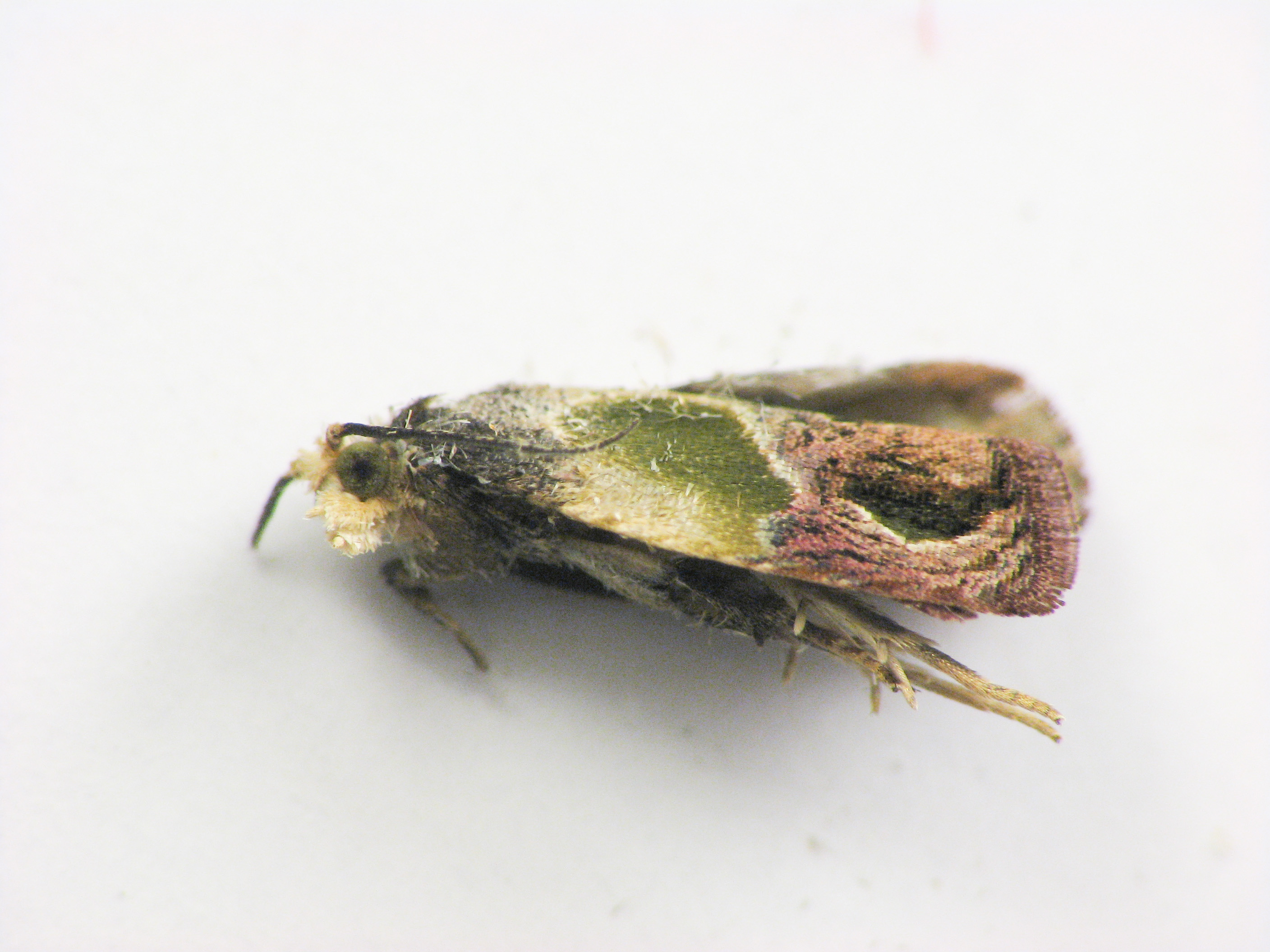
Eumarozia malachitana
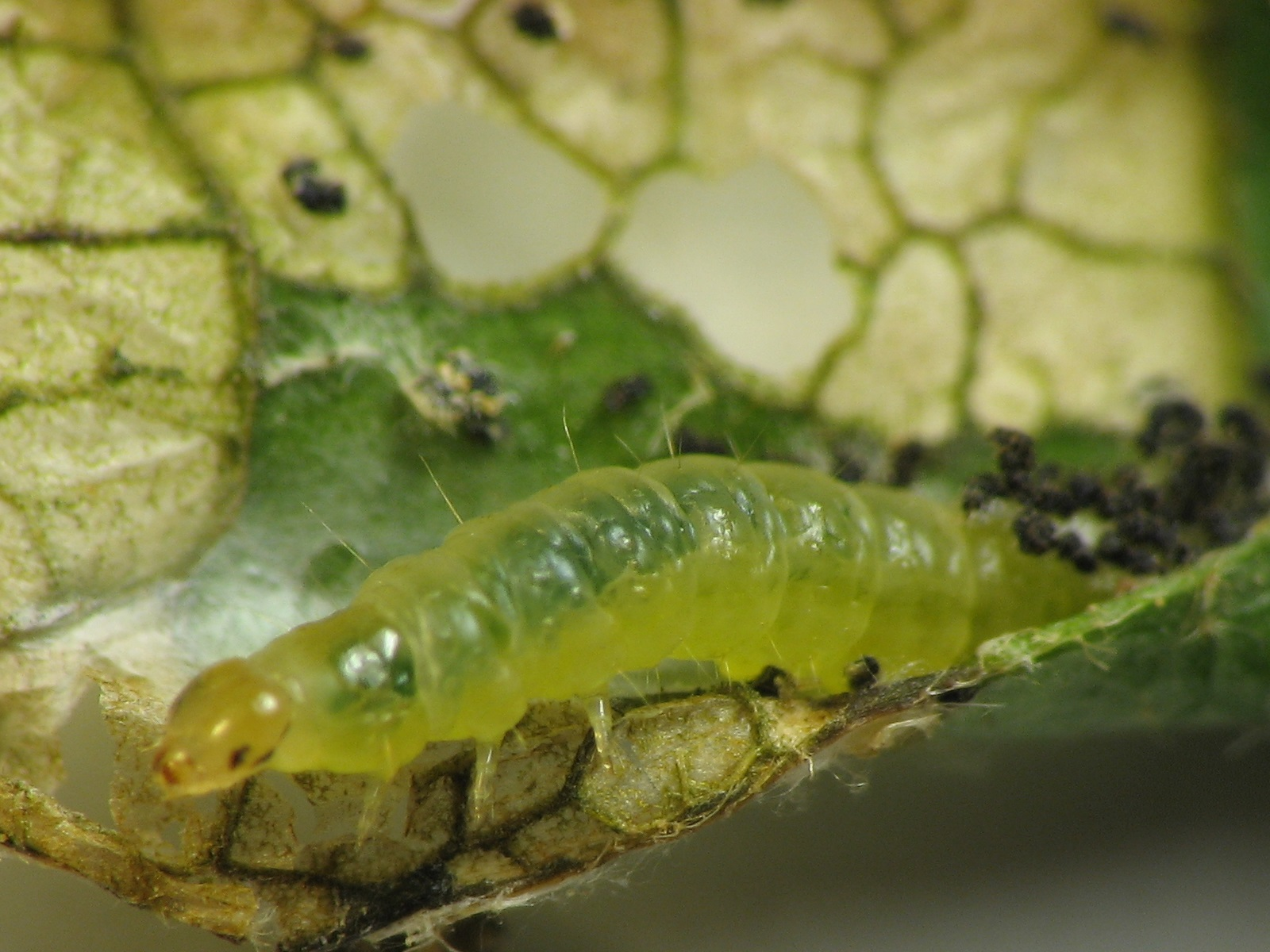
Pandemis limitata, larva
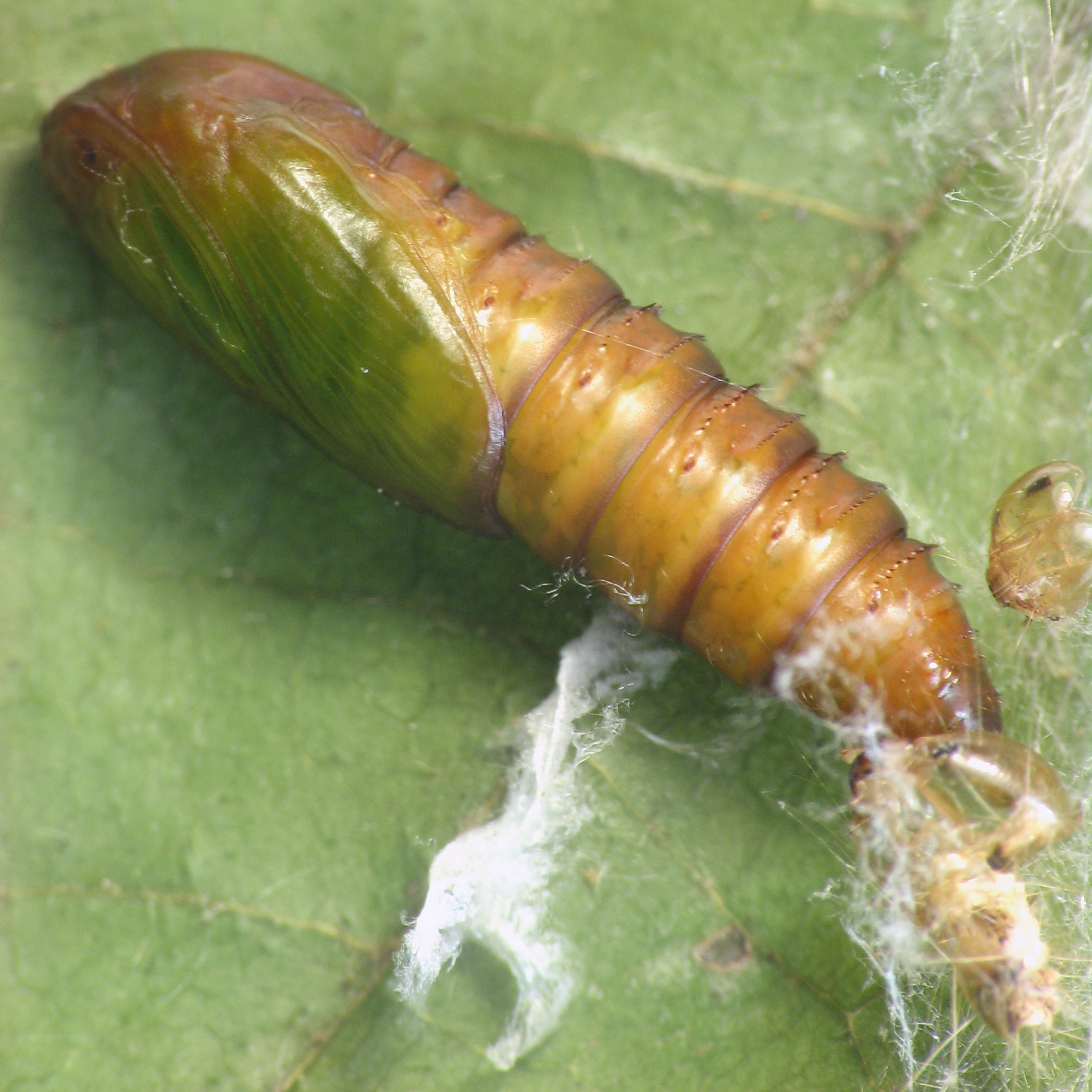
Pandemis limitata pupa
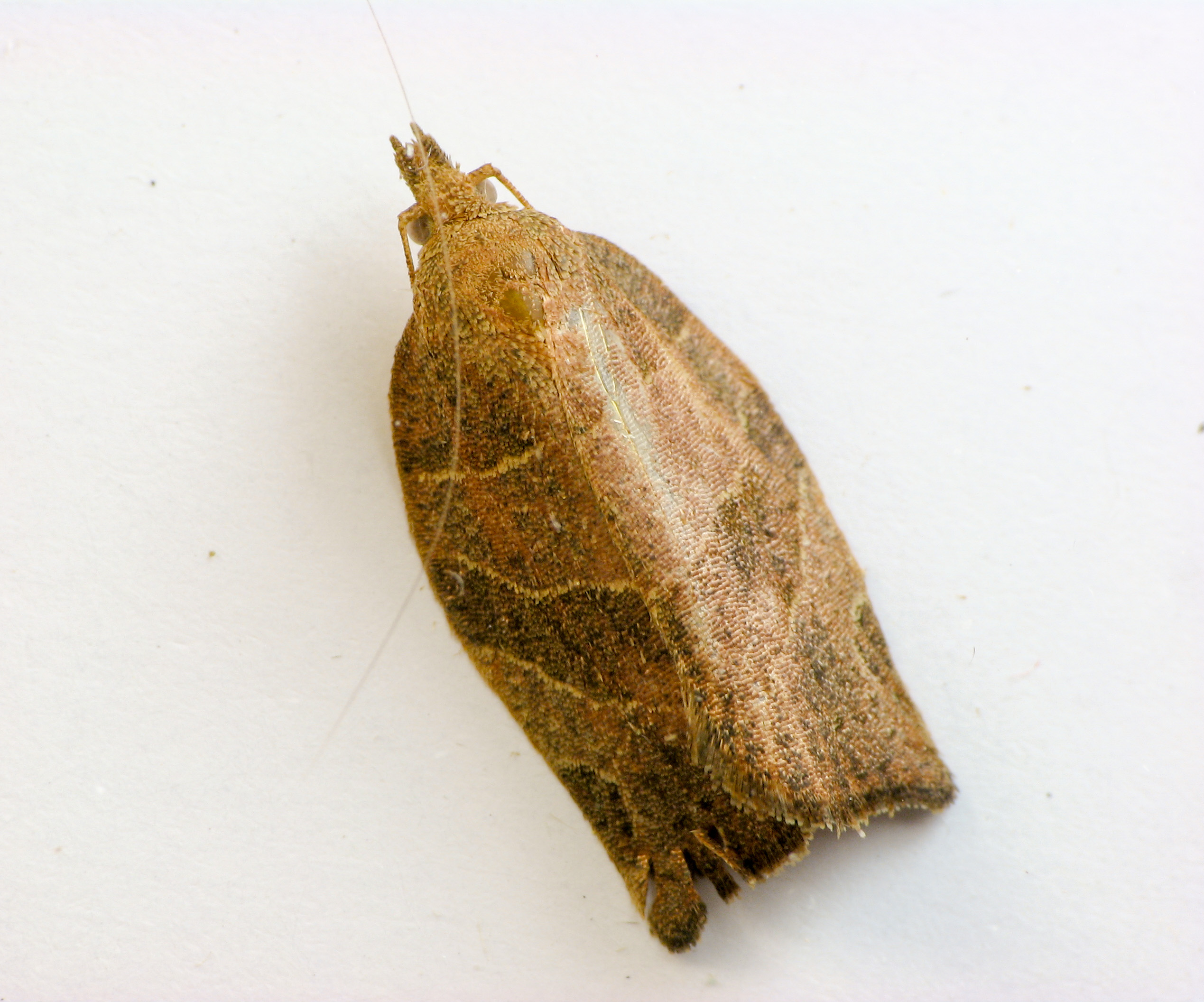
Pandemis limitata, adulto